# Knark (øl)
Knark er en stærk øl af typen russisk Imperial Stout, der blev brygget af Duelund Bryglade i Kjellerup, Jylland.
Øllet blev fremstillet af humle og malt med flere typer af gær, og blev brygget i forskellige klasser: III med 7,4 procent alkohol, IV med 11 og V med 14.